# Hiperaldosteronismo primário
Hiperaldosteronismo primário (HAP), também chamado aldosteronismo primário ou síndrome de Conn, é um grupo de desordens caracterizada pelo excesso de produção do hormônio aldosterona pelas glândulas adrenais, resultando em baixos níveis de renina. O sintoma mais comum é a hipertensão arterial refratária (HAR), que pode causar distúrbios visuais ou dores de cabeça. Ocasionalmente, pode ocorrer também fraqueza muscular, espasmos, sensações de formigamento ou micção excessiva. As complicações incluem doenças cardiovasculares, como acidente vascular cerebral, infarto, insuficiência renal e ritmos cardíacos anormais.
O hiperaldosteronismo primário pode ter uma série de causas, sendo as mais comuns a hiperplasia e o adenoma de glândula adrenal. Causas mais raras podem incluir o cancer da glândula adrenal e uma doença hereditária chamada hiperaldosteronismo familiar.
É duas vezes mais comum em mulheres e também é mais comum em negros e entre os 30 e 50 anos. Geralmente está associado a hipertensão essencial.

## Causas
Existem duas possíveis causas:
- Adenoma (tumor benigno) na zona glomerulosa do córtex da adrenal (cerca de 60% dos casos);
- Hiperplasia idiopática do córtex da adrenal (cerca de 40%);

## Sinais e sintomas
Os principais sintomas são:
- Pressão alta crônica e resistente a tratamentos;
- Dor de cabeça (devido ao baixo nível de potássio no sangue);
- Muita sede e muita urina (polidipsia e poliúria)
- Alcalose metabólica (devido a secreção aumentada de íones de H+ pelo rim);
- Desequilíbrio iônico sistêmico;
- pH alto do sangue;
- Ossos frágeis (por hipocalcemia (nível baixo de cálcio no sangue).
- Menor absorção de glicose;

Pode ser imitado através de ingestão de glicirrizina e síndrome de Liddle.

## Diagnóstico
Medir aldosterona sozinha não é suficiente para diagnosticar a síndrome de Conn. Ambos, renina e aldosterona devem ser medidos, e a sua relação deve ser comparada para diagnóstico.
Normalmente, são suprimidos níveis de renina, conduzindo a uma baixa relação de renina-aldosterona (<0.0005). Este teste é feito por drogas de anti-hipertensivas e tem que ser parado em até 6 semanas. Se houver prova bioquímica de hiperaldosteronismo, uma tomografia pode confirmar a presença de um adenoma adrenal. 

## Tratamento
Remoção cirúrgica do adenoma adrenal (adrenalectomia) eventualmente controla o excesso de produção de hormônios. Enquanto isso, a pressão sanguínea pode ser controlada com espironolactona (um diurético que antagoniza as ações da aldosterona) ou outros anti-hipertensivos. 